# 赵林
赵林（1906年—2003年），原名罗惠民，曾名罗祥林，江西省庐陵县北源乡官塘山村人，中华人民共和国政府官员、中顾委委员。中国共产党第七、八、十三次全国代表大会代表，第十二、十四、十五、十六次全国代表大会特邀代表，第五届全国人民代表大会代表。

## 生平
早年参加学生运动，1929年，任共青团吉水县委书记。次年任共青团北平市委书记。1931年，改任共青团唐山市委书记，后入狱关押于北平军人反省分院（草岚子监狱），1936年经中共地下党营救出狱；后在太原担任中华民族解放先锋队太原总队部总队长。1937年，任中共太原市委书记，组建太原市工人武装自卫队。1938年，任中共晋西北省委书记。第二次国共内战期间，担任中共晋绥分局常委兼城工部部长，组织当地土地改革。后随军南下进入四川。
中华人民共和国成立后，担任中共川北区委第二书记兼区委纪律检查委员会书记、西南军政委员会委员等职。1952年，升任中共四川省委第二副书记、省委秘书长。1954年，任中共四川省委副书记；次年改四川省政协副主席。1956年，任中共吉林省委书记处书记。1966年，升任中共吉林省委代理第一书记兼吉林省军区政委；文化大革命期间卷入六十一人叛徒集团案。1979年，任中共山东省委常务书记；同年兼任山东省政协主席。1982年，任中顾委委员。